# Вот Тајлер
Вот Тајлер (?−1381) био је вођа сељачког устанка у Енглеској. 
Крајем маја 1381. године, Вој Тајлер је заједно са Џоном Балом стао на чело побуњених сељака Кента, Норфока, Сафока и Кембриџшира у борби против феудалаца. Уз помоћ радника и дела сиромашних грађана, Тајлер је 13. јуна ушао у Лондон и опсео Парламент, али је убрзо убијен. Оставши без вође, устаници су напустили Лондон и устанак је брзо крваво угушен.